# Hugo Ferney Osorio
Hugo Ferney Osorio (Manizales, 25 november 1974) is een Colombiaans voormalig wielrenner. In 2003 werd hij tweede op het Colombiaanse kampioenschap op de weg.

## Belangrijkste overwinningen
2003
- 6e etappe Ronde van Guadeloupe